# Прокрастинація
Прокрастинація  (від лат. prōcrāstinātiō — відкладання на завтра; від prō + crāstinus — завтрашній, від crās — завтра), зволікання — психологічний термін, що окреслює схильність людини відкладати неприємні завдання на потім, тяжіння до справ, що приносять більше задоволення або швидший результат.
Прокрастинатори — люди, схильні відтерміновувати виконання завдань, перекладати відповідальність на інших, працювати хаотично, без плану, або лише під натхненням чи за настання дедлайну.

## Історичні згадки
Регулярне вивчення феномену прокрастинації та перевтоми почалося в 1970-х роках. В історичних джерелах було виявлено згадки про «прихильників відкладати на завтра» у Стародавній Греції. Про них писав поет Гесіод у праці «Труди та дні», афінський полководець Фукідід, на прокрастинаторів у владних структурах скаржився також Марк Туллій Цицерон). Стаття про прокрастинаторів була надрукована в такому авторитетному джерелі, як Оксфордський словник 1548 року.
У різні епохи люди страждали від багатьох проблем, отже, підстав для прокрастинації вистачало завжди.

## Теорії виникнення
- Самоцензура. У тоталітарних суспільствах, окрім державної цензури, поширеним явищем є самоцензура. Небажання людини говорити правду має чимало підстав: бажання уникнути неприємностей, покарань чи звинувачень. Страх покарання утримує людину від активності, ініціативи та спричиняє прокрастинацію. Крім того, постає проблема здатності брати на себе відповідальність.
- Авторитарність батьків. Про авторитарність батьків говорить професор Джозеф Феррарі з університету Чикаго. Діти з родин, де батьки мають незаперечний авторитет, невпевнені у собі, довго не можуть визначити власні наміри, постійно відкладають їхню реалізацію, не можуть долати перешкоди та не мають відчуття безпеки у житті.
- Особистий супротив. За прихованого спротиву людина вдається до прокрастинації, бо не має бажання виконувати неприйнятні для неї ролі, накази. Вона знаходить достатньо підстав для невиконання неприємного, іде на відкритий конфлікт із керівником, колективом, родичами. Галасливі «бунтарі», що нездатні на вчинки, часто схильні до прокрастинації.
- Тривожність. Люди відрізняються один від одного рівнем тривожності, хоча цей показник нестійкий та змінюється з віком, обставинами. Тривожні або занадто емоційні особи — прихильники прокрастинації, що посилює невпевненість особи в успіху.

Прокрастинація не стає перешкодою, якщо має тимчасовий характер і, навпаки, переростає в проблему, якщо стає хронічною.
Хронічна прокрастинація заважає праці, успіху, планам на майбутнє. Вона може бути прихованим початком психологічного чи фізичного захворювання. Хронічна прокрастинація притаманна студентам, що неправильно обрали фах і навчальний заклад, їм нецікаво вчитися, тому вони намагаються робити неприємні завдання в останній день перед заліками, іспитами.

## Типологія
За Мілграмом, виокремлюються два основних напрями прокрастинації: відкладання виконання завдань та відкладання прийняття рішень. N.Milgram, G.Batori, D.Mowrer визначають п'ять характерних типів прокрастинації:
1. Побутова — відкладання повсякденних справ (прибирання, прання, хатня робота тощо).
2. Прийняття рішень — постійне затягування вибору з будь-яких, навіть незначних питань, навіть тоді, коли всі умови для прийняття рішення в наявності.
3. Невротична — затягування життєво важливих рішень, які мають довготривалі наслідки.
4. Академічна — відкладання виконання навчальних завдань, підготовки курсових робіт, підготовки до іспитів тощо.
5. Компульсивна — поєднання відкладання справ з відкладанням прийняття рішень, що створює стійкі поведінкові моделі.

Ю. Шайгородський виокремлює й обґрунтовує поняття політичної (політико-управлінської) прокрастинації як відкладання (ухилення від) розробки й реалізації важливих (потенційно конфліктних) політичних рішень. Це явище найчастіше обумовлюється відсутністю стратегії суспільного розвитку, чіткого й збалансованого плану дій, а відповідно — неготовністю, або ж — небажанням суб'єкта прийняття рішення брати на себе відповідальність за його наслідки.

## Методи боротьби

### Позбавлення від тимчасової прокрастинації
- Зниження тривожності: регулярний сон, самонавіювання, концентрація на досягнутих успіхах, чай із заспокійливих трав.
- Планування свого робочого часу та аналіз виконаного, а особливо — невиконаного.
- Визначення пріоритетів. Визначайте, які справи є невідкладними та потребують негайного вирішення.
- Складне завдання можна розкласти на низку завдань та виконувати їх послідовно.
- Якщо жодні засоби не спрацьовують, звертайтеся за порадами до психологів.

### Метод применшення значущості завдання
Відповідно до цього методу, причина прокрастинації — страх перед завданням. Доки ви не почали виконувати певне завдання, воно здається складним і великим. В результаті, ви постійно відтерміновуєте виконання, доки завдання не перестає бути актуальним або термін не стає критичним.
Метод применшення значущості завдання — простий прийом, що полягає в розкладанні завдання на декілька невеликих і незначних, таких, що можна виконати за один раз. Наприклад, якщо необхідно написати звіт, спершу додайте до своїх завдань написання вступу до нього, далі вам буде легше.

### Метод візуалізації
Метод візуалізації завершення всього проєкту («себе в майбутньому») може допомогти побороти прокрастинацію і зробити вдале рішення проблеми чи завдання.

В основі лежить гіпотеза про уявлення свого віддаленого майбутнього, до якого ведуть сьогоднішні вчинки.